# 泾州 (南梁)
泾州，中国古代的州。
南朝梁废除原南兖州的南沛侨郡设置泾州，治所在泾城郡沛县（今安徽省天长市西北石梁镇），下辖泾城郡、东阳郡（治所横山，今安徽省天长市东南）。南朝梁承圣三年（554年）正月，泾州废除，泾城郡、东阳郡合并为沛郡，北周改沛郡为石梁郡，改沛县为石梁县。